# Castigo (canción)
«Castigo» es una canción del cantante colombiano Feid. Fue lanzado el 12 de mayo de 2022 a través de Universal Music Latino, como el segundo sencillo de su sexto álbum de estudio Feliz cumpleaños, Ferxxo, te pirateamos el álbum (2022).

## Antecedentes y lanzamiento
En mayo de 2022, Feid anunció el sencillo a través de sus redes sociales programado para ser lanzado el jueves 12 de mayo de 2022. Más tarde, lanzó su sexto álbum de estudio Feliz cumpleaños, Ferxxo, te pirateamos el álbum, y «Castigo» se incluyó como la segunda pista.

## Música y letra
Musicalmente, «Castigo» es una canción de reguetón y perreo para bailar. Líricamente, «Castigo» se centra en el deseo y la atracción que siente el protagonista por una mujer con la que está bailando en un club, lo que provoca que esté confundido ya que a pesar de que son amigos, expresa su deseo de darle "castigo". Finalizando la canción, la letra hace referencia a muchas mujeres solteras, que disfrutan y se divierten en la fiesta, sin que hombres interfieran en su celebración.

## Videoclip

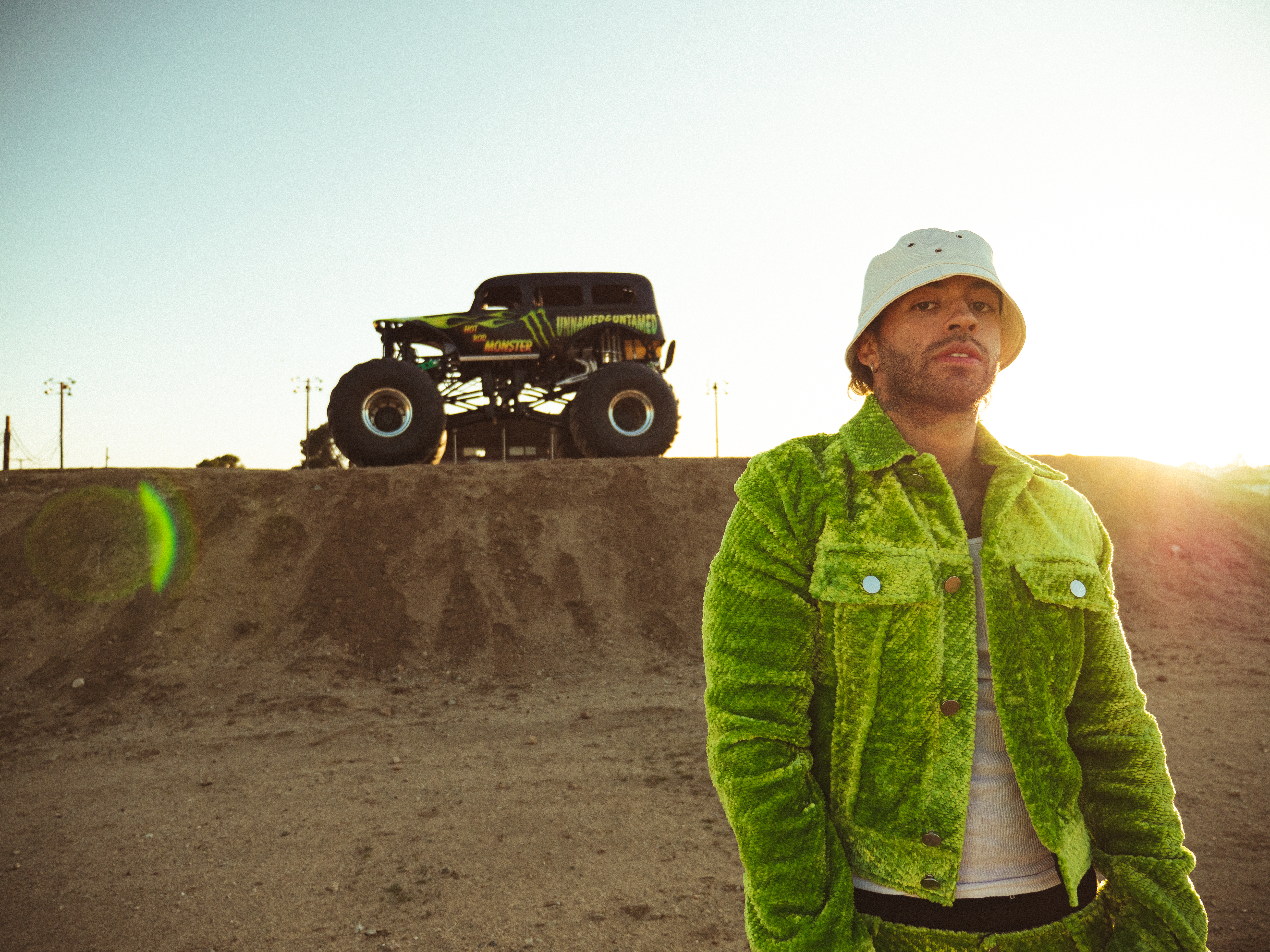
Portada alternativa del videoclip de «Castigo».

El videoclip fue lanzado simultáneamente con el sencillo el 12 de mayo de 2022. Muestra a Feid interpretando la canción en un lugar arenoso, cerca de una pista de carreras y a la par un carro con ruedas grandes y después a varias mujeres en una discoteca.

## Posicionamiento en listas
| Lista (2023)               | Mejor posición |
| -------------------------- | -------------- |
| Colombia (Colombia Songs)  | 13             |
| España (Top 100 Canciones) | 70             |